# Arterris
Arterris est une coopérative agricole présente dans une grande partie du sud de la France (régions Occitanie et Provence-Alpes-Côte d'Azur) et basée à Castelnaudary. Elle compte environ 2300 collaborateurs pour un chiffre d'affaires de 1,2 milliard d’euros en 2023

## Histoire
Arterris est issue en décembre 2008 de la fusion d'Audecoop, de la Toulousaine des Céréales et du Groupe Coopératif Occitan (GCO), :
- en 2012, Axéréal et Arterris fondent Durum, spécialisée dans le blé dur[7],[8] ;

- en 2016, Arterris acquiert avec Agneau Soleil, un ensemble de trois sociétés : Dufour Sisteron, Ovimpex et Ovimpex Distribution. Ces dernières ont pour activité la transformation et le négoce d'ovins et bovins pour environ 250 salariés et un 330 millions d'euros de chiffre d'affaires. À la suite de cette acquisition Arterris est le plus important acteur de la filière ovine en France, avec une part de marché de 15 %[9], fusion avec la coopérative Sud Céréales (Gard) ;
- en 2017, Développement de la filière alimentaire avec l’acquisition de Conserverie du Languedoc (marque nationale : La Belle Chaurienne) et CCA (Les Bories)[10] ;
- en 2021, Poursuite du développement de l’activité légumes frais avec l’acquisition de la société Massaferro (spécialiste en pommes de terre) située en Région Sud (Paca)[11] ;
- en 2022, Prise de participation dans la société La Compagnie des Amandes, modèle de collaboration entre investisseurs et agriculteurs qui a pour objectif de structurer et développer une filière française compétitive de production d’amandes[12]
- en 2024, Déploiement du réseau de boulangerie avec la prise de participation majoritaire au sein de l'entreprise Occipain, regroupant les enseignes La Panetière et Secrets de Pains[13]

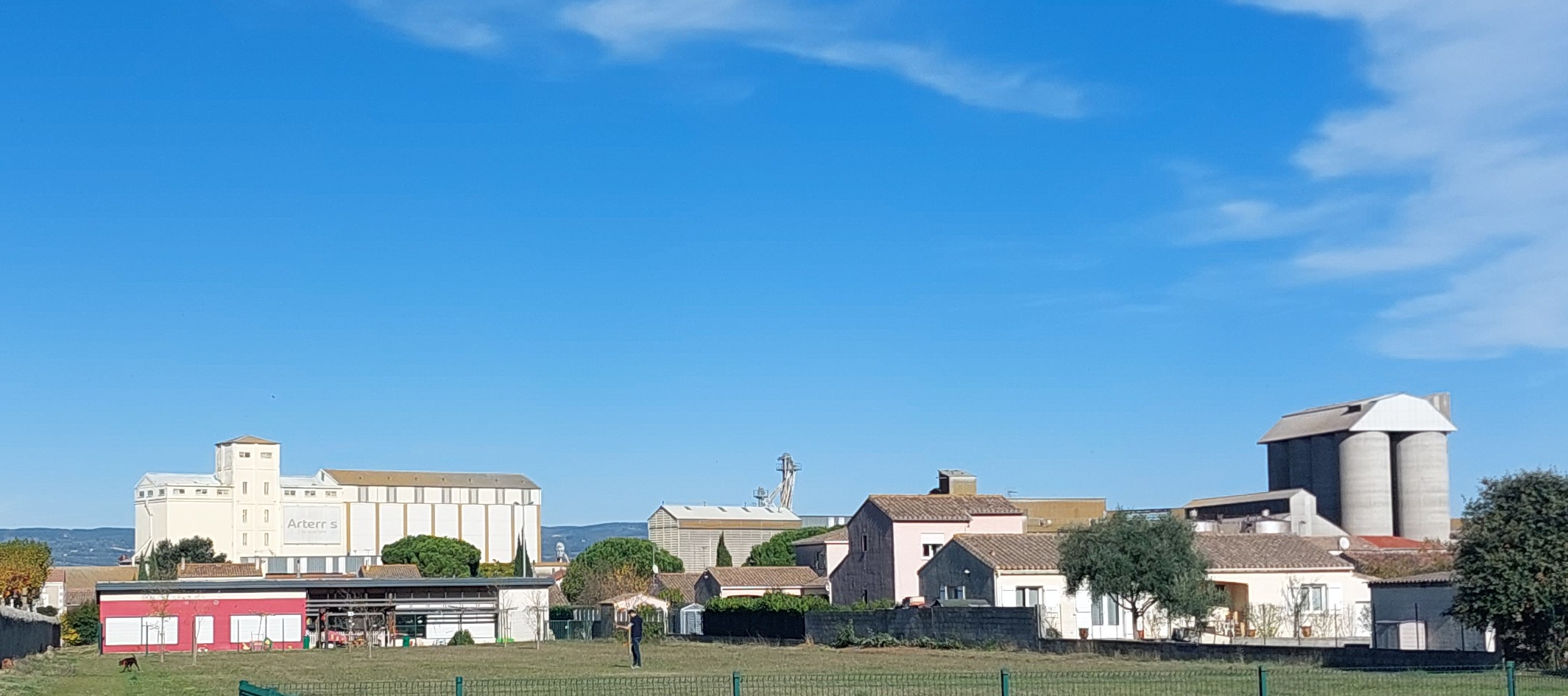
Sites d'Arterris situé à Bram.

## Controverse
Le 4 mars 2021, environ 50 personnes se sont introduits dans l'entrepôt d'Arterris, à Castelnaudary, et ont répandu sur le sol environ 200 sacs de semences transgéniques de colza et de tournesol. À la suite de cette action, un procès a eu lieu le 8 novembre 2023 à Carcassonne, qui donna lieu à 500 € d’amende pour les deux activistes comparaissant -la demande de comparution volontaire des 48 autres lanceurs d’alerte ayant été rejetée. L’entreprise Arterris ne fera pas l’objet d’une enquête au sujet de sa transgression judiciaire,,,,,.

## Direction
- Président : Jean François Naudi
- Directeur général : Christian Reclus[20]